# Roberto Linares
Roberto Linares (Zulueta, 10 febbraio 1986) è un calciatore cubano, di ruolo attaccante.

## Carriera

### Club
Ha sempre giocato nel campionato cubano.

### Nazionale
Ha esordito con la Nazionale cubana nel 2008, giocando 41 partite sino al 2012.